# Musicians Hall of Fame and Museum
Het Musicians Hall of Fame and Museum is sinds 2006 een museum in Nashville, Tennessee, in de Verenigde Staten. Het museum kent allerlei stukken uit de muziekwereld en verder een Hall of Fame. Verder is er nog een interactief Grammy Museum museum bij de Hall of Fame gevestigd.
Het onderscheidt zich van andere muzikale tegenhangers door het zwaartepunt te leggen op artiesten die in schaduw van andere artiesten staan. Vaak gaat het om sessieartiesten die opnames van andere artiesten completeren (zoals The Funk Brothers en Toto), maar ook om begeleidingsbands (zoals The Crickets en The Tennessee Two). Het richt zich in principe op alle muziekgenres.
Het museum wisselde tussen 2007 en 2013 naar een nieuwe locatie in het Nashville Municipal Auditorium, waarmee ook de opnames in de Hall of Fame enkele jaren kwamen stil te liggen.

## Hall of Fame
| Jaar | Artiest                      |
| ---- | ---------------------------- |
| 2007 | The Funk Brothers            |
| 2007 | The Nashville A-Team         |
| 2007 | The Wrecking Crew            |
| 2007 | The Blue Moon Boys           |
| 2007 | The Memphis Boys             |
| 2007 | The Tennessee Two            |
| 2008 | Billy Sherrill               |
| 2008 | The Crickets                 |
| 2008 | Al Kooper                    |
| 2008 | Duane Eddy                   |
| 2008 | The Memphis Horns            |
| 2008 | Booker T and the MGs         |
| 2008 | Muscle Shoals Rhythm Section |
| 2009 | Chet Atkins                  |
| 2009 | Toto                         |
| 2009 | Victor Feldman               |
| 2009 | Charlie Daniels              |
| 2009 | Fred Foster                  |
| 2009 | Billy Cox                    |
| 2009 | Paul Riser                   |
| 2009 | Dick Dale                    |
| 2014 | Barbara Mandrell             |
| 2014 | Peter Frampton               |
| 2014 | Randy Bachmann               |
| 2014 | Stevie Ray Vaughan           |
| 2014 | Corki Casey O'Dell           |
| 2014 | Velma Smith                  |
| 2014 | Will Lee                     |
| 2014 | Ben Keith                    |
| 2014 | Jimmy Capps                  |
| 2014 | Buddy Guy                    |
| 2014 | Mike Curb                    |
| 2014 | Roy Orbison                  |